# Marlston-cum-Lache
Marlston-cum-Lache – były civil parish w Anglii, w hrabstwie ceremonialnym Cheshire, w dystrykcie (unitary authority) Cheshire West and Chester, w civil parish Dodleston/Eaton and Eccleston. Leży 4 km na południe od miasta Chester i 264 km na północny zachód od Londynu. W 2011 roku civil parish liczyła 166 mieszkańców.